# Live at the Garden
Live at the Garden – czwarte dvd rockowego zespołu Pearl Jam będące zapisem występu, który odbył się 8 lipca 2003 r. w Madison Square Garden w Nowym Jorku, podczas trasy koncertowej promującej album Riot Act (2002). Dwupłytowe wydawnictwo ukazało się 11 listopada 2003 r. nakładem Epic Records.
Zrzeszenie amerykańskich wydawców muzyki RIAA przyznało Live at the Garden 16 sierpnia 2004 r. certyfikat potrójnej platyny w kategorii Video Longform (ponad 100 000 sprzedanych egzemplarzy).

## Lista utworów
DVD 1
1. "Intro"
2. "Love Boat Capitan"
3. "Last Exit"
4. "Save You"
5. "Green Disease"
6. "In My Tree"
7. "Cropduster"
8. "Even Flow"
9. "Gimme Some Truth"
10. "I Am Mine"
11. "Low Light"
12. "Faithful"
13. "Wishlist"
14. "Lukin"
15. "Grievance"
16. "1/2 Full"
17. "Black"
18. "Spin the Black Circle"
19. "Rearviewmirror"

DVD 2
1. "You Are"
2. "Thumbing My Way"
3. "Daughter"
4. "Crown of Throns"
5. "Breath"
6. "Betterman"
7. "Do the Evolution"
8. "Crazy Mary"
9. "Indifference"
10. "Sonic Reducer"
11. "Baba O'Riley"
12. "Yellow Ledbetter"

Dodatki
1. "Throw Your Arms Around Me" (gościnnie Mark Seymour)
2. "Dead Man"
3. "Bushleaguer"
4. "Fortunate Son"
5. "Down"
6. "All Those Yesterdays"

## Twórcy
| Pearl Jam - Eddie Vedder – śpiew, gitara elektryczna - Jeff Ament – gitara basowa - Stone Gossard – gitara elektryczna - Mike McCready – gitara elektryczna - Matt Cameron – perkusja | Inni muzycy - Boom Gaspar – instrumenty klawiszowe - Tony Barber – gitara basowa w "Sonic Reducer" - Steve Diggle – gitara w "Baba O'Riley" - Ben Harper – śpiew w "Daughter" i "Indifference" Produkcja - Ed Brooks – mastering - Liz Burns, Kevin Shuss, Brandon Vedder – filmowanie - John Burton – nagrywanie - Brett Eliason – miksowanie - Steve Gordon – filmowanie, edycja - Brad Klausen – projekt albumu |